# 아오시마촌 (미야자키현)
아오시마촌(青島村)은 일본 미야자키현 미야자키군에 설치되었던 촌이다. 현재의 미야자키시 아오시마 지역자치구에 해당한다.